# Alouatta puruensis
Alouatta puruensis  (лат.) — примат из семейства паукообразных обезьян.

## Таксономия
Ранее считался одним из подвидов рыжего ревуна (Alouatta seniculus), в 2006 году был выделен в отдельный вид.

## Описание
Шерсть взрослого самца тёмно-красная, за исключением светлой полосы вдоль спины. Окончание хвоста также может быть светлее, с золотистым оттенком. В окрасе самок присутствует светло-соломенный оттенок, более тёмный, почти оранжевый, на конечностях.

## Распространение
Встречается к западу от Мадейры в северной Рондонии в Бразилии, а также на северо-западе Боливии и на юго-востоке Перу в бассейнах рек Пурус, Мадре-де-Дьос и Тамбупата.

## Статус популяции
Международный союз охраны природы присвоил этому виду охранный статус «Уязвимый» (англ. Vulnerable). Виды угрожает утрата естественной среды обитания, а также охота и отлов.